# Apiocera barri
Apiocera barri är en tvåvingeart som beskrevs av Mont A. Cazier 1982. Apiocera barri ingår i släktet Apiocera och familjen Apioceridae.
Artens utbredningsområde är Idaho. Inga underarter finns listade i Catalogue of Life.